# Омар Сіворі
Омар Сіворі (італ. Omar Sívori, нар. 2 жовтня 1935, Сан-Ніколас-де-лос-Арройос — пом. 17 лютого 2005, Сан-Ніколас-де-лос-Арройос) — аргентинський, а згодом італійський футболіст, нападник.
Володар «Золотого м'яча» найкращого футболіста Європи 1961 року. Включений до переліку «125 найкращих футболістів світу» (відомого як «ФІФА 100»), складеного у 2004 році на прохання ФІФА до сторіччя цієї організації легендарним Пеле.
Насамперед відомий виступами за клуби «Рівер Плейт», «Ювентус» та «Наполі», а також національну збірну Аргентини.
Триразовий чемпіон Аргентини. Триразовий чемпіон Італії. Триразовий володар Кубка Італії. У складі збірної — володар Кубка Америки.

## Клубна кар'єра
У дорослому футболі дебютував 1954 року виступами за команду клубу «Рівер Плейт», в якій провів три сезони, взявши участь у 63 матчах чемпіонату. Більшість часу, проведеного у складі «Рівер Плейта», був основним гравцем атакувальної ланки команди. У складі «Рівер Плейта» був одним з головних бомбардирів команди, маючи середню результативність на рівні 0,46 голу за гру першості. За цей час тричі виборював титул чемпіона Аргентини.
Своєю грою за цю команду привернув увагу представників тренерського штабу клубу «Ювентус», до складу якого приєднався 1957 року. Утворив разом з партнерами по нападу «Ювентуса» валійцем Джоном Чарлзом та італійцем Джамп'єро Боніперті т. зв. «Магічне тріо» (італ. Trio Magico). Відіграв за «стару сеньйору» наступні вісім сезонів своєї ігрової кар'єри. Граючи у складі «Ювентуса» також здебільшого виходив на поле в основному складі команди. В новому клубі був серед найкращих голеодорів, відзначаючись забитим голом в середньому щонайменше у кожній другій грі чемпіонату. За цей час додав до переліку своїх трофеїв три титули чемпіона Італії, ставав володарем Кубка Італії (також тричі).
У 1965 році перейшов до клубу «Наполі», за який відіграв 4 сезони. Завершив професійну кар'єру футболіста виступами за команду «Наполі» у 1969 році.
Помер 17 лютого 2005 року на 70-му році життя у рідному місті Сан-Ніколас-де-лос-Арройос.

## Виступи за збірну
У 1956 році дебютував в офіційних матчах у складі національної збірної Аргентини. Протягом кар'єри у національній команді, яка тривала 2 роки, провів у формі головної команди країни 19 матчів, забивши 9 голів.
1960 року, гравець, який на той час встиг стати однією з головних зірок туринського «Ювентуса», отримав італійське громадянство та був запрошений до національної збірної своєї другої батьківщини. У 1961 році дебютував у іграх за збірну Італії, у складі якої був учасником чемпіонату світу 1962 року у Чилі.

## Тренерська кар'єра
Невдовзі після завершення виступів на футбольному полі повернувся на батьківщину, де 1970 року отримав пропозицію очолити команду клубу «Росаріо Сентраль». Протягом 1970-х встиг попрацювати головним тренером у низці аргентинських футбольних клубів, італійському «Наполі», а також національній збірній Аргентини. У жодній з цих команд надовго не затримувався, здебільшого залишаючи чергове місце роботи через конфлікт з керівництвом клубу. У випадку збірної Аргентини залишив команду через конфлікт з керівництвом футбольної федерації країни.

## Статистика виступів

### Статистика клубних виступів
| Сезон                | Команда              | Чемпіонат            | Чемпіонат | Чемпіонат | Національний кубок | Національний кубок | Національний кубок | Континентальні кубки | Континентальні кубки | Континентальні кубки | Усього | Усього |
| Сезон                | Команда              | Ліга                 | Ігор      | Голів     | Ліга               | Ігор               | Голів              | Ліга                 | Ігор                 | Голів                | Ігор   | Голів  |
| -------------------- | -------------------- | -------------------- | --------- | --------- | ------------------ | ------------------ | ------------------ | -------------------- | -------------------- | -------------------- | ------ | ------ |
| 1954                 | «Рівер Плейт»        | ПД                   | 16        | 8         | -                  | -                  | -                  | -                    | -                    | -                    | 16     | 8      |
| 1955                 | «Рівер Плейт»        | ПД                   | 23        | 11        | -                  | -                  | -                  | -                    | -                    | -                    | 23     | 11     |
| 1956                 | «Рівер Плейт»        | ПД                   | 23        | 10        | -                  | -                  | -                  | -                    | -                    | -                    | 23     | 10     |
| 1957                 | «Рівер Плейт»        | ПД                   | 1         | 0         | -                  | -                  | -                  | -                    | -                    | -                    | 1      | 0      |
| Усього «Рівер Плейт» | Усього «Рівер Плейт» | Усього «Рівер Плейт» | 63        | 29        |                    | -                  | -                  |                      | -                    | -                    | 63     | 29     |
| 1957–58              | «Ювентус»            | A                    | 32        | 22        | КІ                 | 8                  | 9                  | -                    | -                    | -                    | 40     | 31     |
| 1958–59              | «Ювентус»            | A                    | 24        | 15        | КІ                 | 3                  | 5                  | КЧ+КД                | 2+1                  | 3+2                  | 30     | 25     |
| 1959–60              | «Ювентус»            | A                    | 31        | 28        | КІ                 | 4                  | 3                  | КД                   | 1                    | 1                    | 36     | 32     |
| 1960–61              | «Ювентус»            | A                    | 27        | 25        | КІ                 | 1                  | 2                  | КЧ                   | 1                    | 1                    | 29     | 28     |
| 1961–62              | «Ювентус»            | A                    | 25        | 13        | КІ                 | -                  | -                  | КЧ                   | 5                    | 2                    | 30     | 15     |
| 1962–63              | «Ювентус»            | A                    | 33        | 16        | КІ                 | 4                  | 3                  | КА                   | 4                    | 4                    | 41     | 23     |
| 1963–64              | «Ювентус»            | A                    | 28        | 13        | КІ                 | 2                  | 1                  | КЯ                   | 4                    | 0                    | 34     | 14     |
| 1964–65              | «Ювентус»            | A                    | 15        | 3         | КІ                 | 1                  | 1                  | КЯ                   | 3                    | 2                    | 19     | 6      |
| Усього «Ювентус»     | Усього «Ювентус»     | Усього «Ювентус»     | 215       | 135       |                    | 23                 | 24                 |                      | 21                   | 15                   | 259    | 174    |
| 1965–66              | «Наполі»             | A                    | 33        | 7         | КІ                 | 1                  | 0                  | КМ+КА                | 1+4                  | 0+1                  | 39     | 8      |
| 1966–67              | «Наполі»             | A                    | 20        | 2         | КІ                 | 0                  | 0                  | КЯ                   | 5                    | 3                    | 25     | 5      |
| 1967–68              | «Наполі»             | A                    | 7         | 2         | КІ                 | 0                  | 0                  | КЯ                   | 0                    | 0                    | 7      | 2      |
| 1968–69              | «Наполі»             | A                    | 3         | 1         | КІ                 | 0                  | 0                  | КЯ+КА                | 2+0                  | 0                    | 5      | 1      |
| Усього «Наполі»      | Усього «Наполі»      | Усього «Наполі»      | 63        | 12        |                    | 1                  | 0                  |                      | 12                   | 4                    | 76     | 16     |
| Усього за кар'єру    | Усього за кар'єру    | Усього за кар'єру    | 341       | 176       |                    | 24                 | 24                 |                      | 33                   | 19                   | 398    | 219    |

### Статистика виступів за збірні
| Дата       | Місто          | Господарі | Результат | Гості          | Турнір                   | Голи | Примітки |
| ---------- | -------------- | --------- | --------- | -------------- | ------------------------ | ---- | -------- |
| 22/01/1956 | Монтевідео     | Аргентина | 2 – 1     | Перу           | Копа Америка 1956        | 1    |          |
| 29/01/1956 | Монтевідео     | Аргентина | 2 – 0     | Чилі           | Копа Америка 1956        | -    |          |
| 05/02/1956 | Монтевідео     | Бразилія  | 1 – 0     | Аргентина      | Копа Америка 1956        | -    |          |
| 15/02/1956 | Монтевідео     | Уругвай   | 1 – 0     | Аргентина      | Копа Америка 1956        | -    |          |
| 28/02/1956 | Мехіко         | Перу      | 0 – 0     | Аргентина      | Campionato Panamericano  | -    |          |
| 06/03/1956 | Мехіко         | Аргентина | 4 – 3     | Коста-Рика     | Campionato Panamericano  | 3    |          |
| 11/03/1956 | Мехіко         | Аргентина | 3 – 0     | Чилі           | Campionato Panamericano  | 1    |          |
| 13/03/1956 | Мехіко         | Мексика   | 0 – 0     | Аргентина      | Campionato Panamericano  | -    |          |
| 18/03/1956 | Мехіко         | Аргентина | 2 – 2     | Бразилія       | Campionato Panamericano  | 1    |          |
| 01/07/1956 | Монтевідео     | Уругвай   | 1 – 2     | Аргентина      | Coppa Atlantica          | -    |          |
| 15/08/1956 | Асунсьйон      | Парагвай  | 0 – 1     | Аргентина      | Coppa Chevallier Boutell | -    |          |
| 19/08/1956 | Буенос-Айрес   | Аргентина | 1 – 0     | Чехословаччина | товариський матч         | -    |          |
| 05/12/1956 | Ріо-де-Жанейро | Бразилія  | 1 – 2     | Аргентина      | Coppa Raúl Colombo       | -    |          |
| 17/03/1957 | Ліма           | Аргентина | 3 – 0     | Еквадор        | Копа Америка 1957        | 1    |          |
| 20/03/1957 | Ліма           | Уругвай   | 0 – 4     | Аргентина      | Копа Америка 1957        | -    |          |
| 28/03/1957 | Ліма           | Чилі      | 2 – 6     | Аргентина      | Копа Америка 1957        | 1    |          |
| 03/04/1957 | Ліма           | Аргентина | 3 – 0     | Бразилія       | Копа Америка 1957        | -    |          |
| 06/04/1957 | Ліма           | Перу      | 2 – 1     | Аргентина      | Копа Америка 1957        | 1    | чемпіони |
| 09/04/1957 | Ліма           | Перу      | 1 – 4     | Аргентина      | товариський матч         | -    |          |
| Усього     |                | Матчів    | 19        |                | Голів                    | 9    |          |

| Дата       | Місто            | Господарі | Результат | Гості             | Турнір             | Голи | Примітки |
| ---------- | ---------------- | --------- | --------- | ----------------- | ------------------ | ---- | -------- |
| 25/04/1961 | Болонья          | Італія    | 3 – 2     | Північна Ірландія | товариський матч   | 1    |          |
| 24/05/1961 | Рим              | Італія    | 2 – 3     | Англія            | товариський матч   | 1    |          |
| 15/06/1961 | Флоренція        | Італія    | 4 – 1     | Аргентина         | товариський матч   | 2    |          |
| 15/10/1961 | Тель-Авів        | Ізраїль   | 2 – 4     | Італія            | Відбір до ЧС 1962  | -    |          |
| 04/11/1961 | Торіно           | Італія    | 6 – 0     | Ізраїль           | Відбір до ЧС 1962  | 4    |          |
| 05/05/1962 | Флоренція        | Італія    | 2 – 1     | Франція           | товариський матч   | -    |          |
| 13/05/1962 | Брюссель         | Бельгія   | 1 – 3     | Італія            | товариський матч   | -    |          |
| 31/05/1962 | Сантьяго-де-Чилі | Італія    | 0 – 0     | ФРН               | ЧС 1962 - 1-й етап | -    |          |
| 07/06/1962 | Сантьяго-де-Чилі | Італія    | 3 – 0     | Швейцарія         | ЧС 1962 - 1-й етап | -    |          |
| Усього     |                  | Матчів    | 9         |                   | Голів              | 8    |          |

## Титули і досягнення

### Командні
- Чемпіон Аргентини (3):

«Рівер Плейт»: 1955, 1956, 1957
- Чемпіон Італії (3):

«Ювентус»: 1957-58, 1959-60, 1960-61
- Володар Кубка Італії (3):

«Ювентус»: 1958-59, 1959-60, 1964-65
- Чемпіон Південної Америки: 1957
- Бронзовий призер Чемпіонату Південної Америки: 1956

### Особисті
- Володар Золотого м'яча: 1961
- Найкращий бомбардир Серії A: 1959/60 (28)
- Включений до списку ФІФА 100: 2004